# Fränkisch-Crumbach
Fränkisch-Crumbach este o comună din landul Hessa, Germania.